# 戴公兴
戴公兴（1954年1月—），男，汉族，江西瑞昌人，中华人民共和国政治人物，曾任新疆维吾尔自治区人民政府副主席，中华全国供销合作总社理事会副主任，第十二届全国政协委员。